# Santo Tomé y Príncipe en los Juegos Olímpicos de Pekín 2008
Santo Tomé y Príncipe estuvo representado en los Juegos Olímpicos de Pekín 2008 por tres deportistas, dos hombres y una mujer, que compitieron en dos deportes.
La portadora de la bandera en la ceremonia de apertura fue la atleta Celma Bonfim da Graça. El equipo olímpico santotomense no obtuvo ninguna medalla en estos Juegos.